# 石璞
石璞，字仲玉，臨漳人。明朝兵部尚書。

## 生平
永樂九年，中舉，入國學，選為監察御史。正統年間，歷任江西按察使，有政績。正統七年，升任山西布政使。正統十三年，召為工部尚書，后被御史張洪彈劾。景帝繼位后，召還，兼任大理寺卿，后出理大同軍餉。加太子太保。景泰六年，改為兵部尚書，次年平定湖廣叛亂。天順元年獲勝，召還，命致仕。天順四年，因李賢舉薦，召為南京左都御史。天順七年，為錦衣衛指揮僉事門達所劾罷。